# Ben Zonneveld
Ben Zonneveld (Bernardus Joannes Maria Zonneveld) (geboren in 1940) is een Nederlandse plantkundige die bekend staat om zijn werk over de genetica van tulpen en narcissen, en hun infragenerische classificatie.

## Carrière
Dr. Zonneveld behaalde zijn Ph.D. in wiskundige wetenschappen (Biologie & Genetica) uit Leiden in 1972, waar hij hoogleraar Genetica werd aan het Instituut voor Biologie. Hij voerde botanische expedities uit in het zuiden (jaren 70-90), Zuid-Afrika (2000) en Mexico (2005).
Na gewerkt te hebben bij het Instituut voor Moleculaire Plantenwetenschappen, Clusius laboratorium, Universiteit Leiden, verhuisde hij naar het herbarium in Naturalis, in dezelfde stad.
Hij heeft veel gepubliceerd op het gebied van plantengenetica.

## Publicaties
Een selectie van zijn publicaties zijn onder meer:
- Zonneveld, B. J. M.  (27 July 2011). Pine nut syndrome: a simple test for genome size of 12 pine nut–producing trees links the bitter aftertaste to nuts of P. armandii Zucc. ex Endl.. Plant Systematics and Evolution  297 (3–4): 201–206. DOI:10.1007/s00606-011-0507-2.
- Zonneveld, B. J. M.  (2008). The systematic value of nuclear DNA content for all species of Narcissus L. (Amaryllidaceae). Plant Systematics and Evolution  275 (1–2): 109–132. DOI:10.1007/s00606-008-0015-1.
- Veldkamp, J. F.  (2011). The infrageneric nomenclature of Tulipa (Liliaceae). Plant Systematics and Evolution  298: 87–92. DOI:10.1007/s00606-011-0525-0.